# Anomala exanthematica
Anomala exanthematica är en skalbaggsart som beskrevs av Ohaus 1914. Anomala exanthematica ingår i släktet Anomala och familjen Rutelidae. Inga underarter finns listade i Catalogue of Life.